# Ozicrypta cooloola
Ozicrypta cooloola là một loài nhện trong họ Barychelidae. Loài này phân bố ờ Queensland.